# KBC 그룹

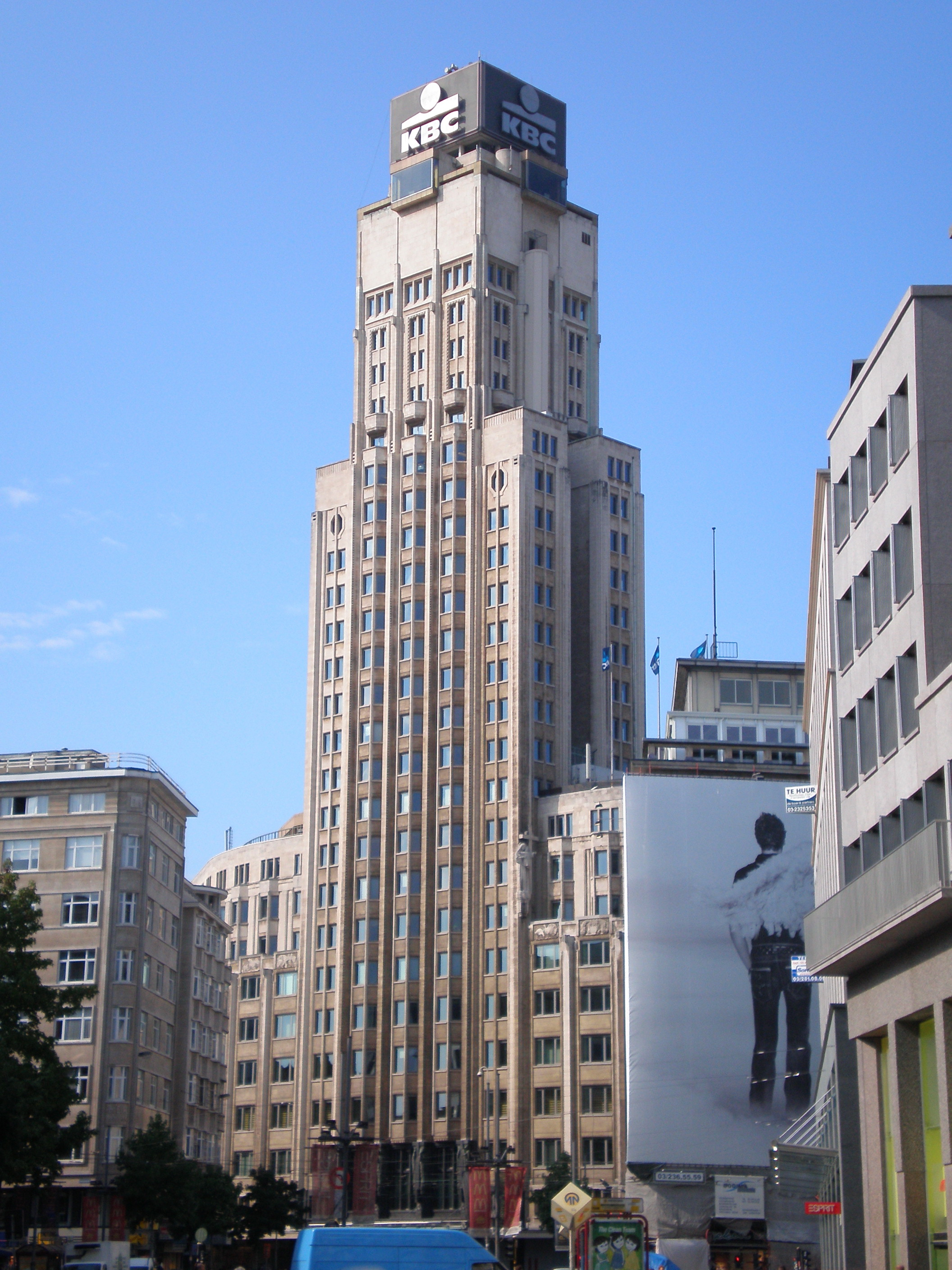

KBC 그룹(KBC Group)은 벨기에의 멀티채널 뱅크 보험사이며 벨기에, 불가리아, 헝가리, 슬로바키아 등지의 개인 고객과 중소규모 기업을 주 대상으로 한다. 1998년 크레디엣뱅크(KB), CERA 뱅크, ABB 보험, 피델리타스 보험의 합병을 통해 설립되었다. KBC는 KredietBank and CERA를 의미한다.
KBC 그룹은 벨기에의 주요 기업들 중 하나이자 벨기에에서 2번째로 큰 방카슈랑스이다. 2020년 말, 유럽에서 시가총액 면에서 15번째로 큰 은행이다.